# How Could an Angel Break My Heart
How Could An Angel Break My Heart é o quarto e último single do álbum "Secrets" da cantora de R&B norte-americana Toni Braxton. Contando com a participação especial do saxofonista Kenny G, a canção foi escrita por Toni Braxton e Babyface. Toni já havia emplacado 5 canções nas rádios do mesmo álbum, mas mesmo o airplay dessa canção ser alto nas rádios, por ser a sexta canção dificilmente chegaria ao primeiro lugar. No Brasil, a música fez parte da trilha sonora da novela Por Amor, em 1998.

## Videoclipe
O videoclipe é dirigido por Iain Softley, e como na canção que fala no eu-lírico sobre uma mulher negra que foi traída por seu companheiro por uma mulher branca, no vídeo o fato é mostrado a mostrar o suposto companheiro a traindo com a tal outra mulher. 
O vídeo é mostrado provavelmente em duas épocas, uma no século XIX e outra numa época contemporânea (atualmente). O saxofonista Kenny G faz uma participação na canção com seu instrumento.

## Presença em "Por Amor Internacional" (1997)
A canção foi incluída na trilha sonora internacional da novela "Por Amor", de Manoel Carlos, exibida pela TV Globo entre 1997/1998, como tema da personagem "Eduarda", interpretada por Gabriela Duarte.

## Faixas e Formatos
CD 1 Reino Unido e Europa CD single
1. "How Could an Angel Break My Heart" (Album Version) – 4:20
2. "How Could an Angel Break My Heart" (Remix Version featuring Babyface) – 4:21
3. "How Could an Angel Break My Heart" (Álbum Instrumental) – 4:21
4. "How Could an Angel Break My Heart" (Remix Instrumental) – 4:21

CD 2 Reino Unido
1. "How Could an Angel Break My Heart" – 4:20
2. "Breathe Again" – 4:29
3. "Another Sad Love Song" – 5:01
4. "Love Shoulda Brought You Home" – 4:56

## Desempenho nas Paradas
| Chart (1997)                      | Posição |
| --------------------------------- | ------- |
| Australian Singles Chart          | 87      |
| Belgian Singles Chart (Flanders)  | 50      |
| European Hot 100 Singles          | 83      |
| Irish Singles Chart               | 16      |
| UK Singles Chart                  | 22      |
| U.S. Billboard Adult Contemporary | 12      |
| Chart (1998)                      | Posição |
| Dutch Top 40                      | 36      |

## References
1. ↑  Xavier, Nilson. «Por Amor». Teledramaturgia. Consultado em 30 de dezembro de 2022
2. 1 2  «Chart Data: Toni Braxton». mariah-charts.com. Consultado em 18 de outubro de 2008
3. ↑  «ultratop.be – Toni Braxton with Kenny G – How Could An Angel Break My Heart». Ultratop (em neerlandês). Consultado em 18 de outubro de 2008
4. ↑  «The Irish Charts». IRMA. Consultado em 18 de outubro de 2008
5. ↑  «Chart Stats – Toni Braxton With Kenny G – How Could An Angel Break My Heart». Chart Stats. Consultado em 18 de outubro de 2008
6. ↑  «Hot Adult Contemporary Tracks». Billboard. Consultado em 18 de outubro de 2008
7. ↑  «Nederlandse Top 40 – week 2 – 1998». Top 40 (em neerlandês). Consultado em 20 de outubro de 2009